# Saibi Samukop
Saibi Samukop is een bestuurslaag in het regentschap Kepulauan Mentawai van de provincie West-Sumatra, Indonesië. Saibi Samukop telt 2739 inwoners (volkstelling 2010).